# Корьдно
Корьдно — древнее поселение, предположительно центр восточнославянского племени вятичей, существовавший в VII—XIII веках в верхнем Окско-Донском бассейне.
В истории поселение (или даже город) упомянуто один раз в «Поучении» Владимира Мономаха за 1099 год («А въ вятичи ходихомъ по двѣ зимѣ на Ходоту и на сына его, и ко Корьдну ходихъ 1-ю зиму; ...»).
Попытки географической и исторической идентификации Корьдно не увенчались успехом. Нет ни письменных ни археологических тому подтверждений. Но есть различные мнения известных и авторитетных историков, археологов, учёных. В. Кашкаров отождествлял с ним селение Корна Мосальского уезда Калужской губернии; Б. А.Рыбаков считал, что Корьдно находилось у деревни Городня (Сельское поселение «Деревня Красный Городок») Ферзиковского района Калужской области; другие помещают около села Карники (сельское поселение «Южное») Венёвского района Тульской области; а Барсов Н. П. — у деревни Карнади в Орловской области. Арабы называли этот (предположительно) город Хордабом.
По утверждению Т. В. Красновой поселение Корьдно никогда не существовало, а словоформу «ко Корьдну» следует читать как «ко корь дну», то есть «в верховья Дона».